# Coralliidae
I Coralliidi (Coralliidae Lamouroux, 1812) sono una famiglia di coralli dell'ordine Alcyonacea.

## Tassonomia
La famiglia comprende i seguenti generi:
- Corallium Cuvier, 1798
- Hemicorallium Gray, 1867
- Paracorallium Bayer e Cairns, 2003